# Chema Trueba
José Manuel Trueba (Torrelavega, Cantabria, 24 de octubre en 1976), más conocido como Chema Trueba,  es un humorista, locutor de radio y colaborador de televisión español. Desde pequeño destacó por sus dotes para el humor, la interpretación y la imitación.

## Biografía
Comenzó en el teatro aficionado a los 16 años en el grupo teatral Delfos, para después fundar su propia compañía teatral La Cámara de los Horrores, donde además de ser actor y director, también tuvo labores de guionista de los montajes teatrales, obras originales con influencias de grupos como La Cubana.

### Comienzos
En televisión comenzó en el 2000 en un medio local en Cantabria como imitador y humorista, realizando reportajes de calle en tono de humor y dando vida a sus primeros personajes con caracterización tales como Rosa López, Nina, David Bisbal, Andrés Pajares, José Luis Moreno y su personaje estrella: David Bustamante. Personaje este que le dio mucha popularidad en su región. Participó incorporando nuevos personajes en programa como 11+1 y el Túnel en Telecabarga (posteriormente Cantabria TV), Desde la Grada en Canal 8 DM, presentado por Walter García, colaborador radiofónico habitual este de José Antonio Abellán, fue colaborador de En la noche de Telecabarga. Llegó a presentar su propio late night de humor durante un año en Canal 8 DM, La noche me confunde.
Durante los años 2005-2006 realizó el programa de radio Emisión Imposible en Onda Occidental, programa diario de 2 horas en tono de humor.

### Radio y televisión

#### Etapa Cadena Dial
En 2007 dio el salto a la radio y televisión nacional. En la primera como imitador en el programa despertador de Cadena Dial Atrévete presentado por Susana Gil y en el que además de imitar realizaba la sección de bromas a taxistas como El Brasas. 

#### Etapa La Sexta
En televisión en La Sexta como ganador del programa Los irrepetibles de Emilio Aragón, pasando posteriormente a formar parte del elenco de colaboradores habituales del programa junto a humoristas de la talla de Agustín Jiménez, Miki Nadal, Félix Álvarez «Felisuco», Goyo Jiménez o Secun de la Rosa, entre otros.

#### EtapaSoy el que más sabe de improvisación del mundo
También durante este año puso en marcha su espectáculo Soy el que más sabe de improvisación del mundo, show de dos horas en directo que aunaba teatro, monólogo, imitación e improvisación.

#### Etapa Los 40 Principales
De agosto de 2007[cita requerida] hasta 2009[cita requerida] colaboró en el programa despertador radiofónico número uno en España, Anda ya, presentado por Frank Blanco, junto a Valeriano Campillos, Raúl Pérez y Sandra Corcuera, en el que realiza las bromas de micro oculto en la sección Chema Trueba te pone a prueba.

#### Etapa Punto Radio y Tele 5
Abandonó Los 40 y el morning show «Anda ya» para acabar en el programa de noche de Punto Radio, cinco Lunas con Rosa García Caro. 
Forma parte del equipo del programa Réplica junto a Carlos Latre para el prime time de Telecinco.

#### Etapa Europa FM y Antena 3
En septiembre de 2010, comenzó a trabajar en el morning show de Europa Fm, Levántate y Cárdenas, con Javier Cárdenas
Aparte de colaborar en este programa, es guionista y colaborador ocasional en El hormiguero, de Antena 3

#### Actualidad
Desde septiembre de 2015 compagina su papel de guionista en El hormiguero con el de copresentador en el programa radiofónico Las Mañanas Kiss de Kiss FM junto a Frank Blanco, con el que ya coincidió años antes en Anda ya!. En 2021 colabora en el programa Esto no es lo que era de la plataforma de radio Podimo junto a Frank Blanco.